# Staatsforst Langwedel-Sören
Staatsforst Langwedel-Sören este o arie protejată (arie specială de conservare — SAC, sit de importanță comunitară — SCI) din Germania întinsă pe o suprafață de 278 ha, integral pe uscat.

## Localizare
Centrul sitului Staatsforst Langwedel-Sören este situat la coordonatele 54°12′49″N 9°59′00″E / 54.2136°N 9.9833°E.

## Înființare
Situl Staatsforst Langwedel-Sören a fost declarat sit de importanță comunitară în septembrie 2004 pentru a proteja 1 specie de animale. Situl a fost protejat și ca arie specială de conservare în ianuarie 2010.

## Biodiversitate
Situată în ecoregiunea continentală, aria protejată conține 2 habitate naturale: Păduri de fag Luzulo-Fagetum, Păduri de fag Asperulo-Fagetum.
La baza desemnării sitului se află o specie protejată de  amfibieni: triton cu creastă (Triturus cristatus)
Pe lângă speciile protejate, pe teritoriul sitului au mai fost identificate 2 specii de amfibieni.